# Вусден, Карен
Карен Хизер Вусден (род. 19 июля 1957, Грейвзенд, Кент) — британская медицинская исследовательница. Она известна своей работой над белком-супрессором опухолей p53 и, в частности, открытием важной регуляторной роли Mdm2, привлекательной мишени для противораковых агентов. С 2003 по 2016 год она была директором Британского института исследований рака им. Битсона в Глазго, Великобритания, а в 2016 году вернулась в Лондон, чтобы занять должность главного научного сотрудника CRUK и руководителя группы в Институте Фрэнсиса Крика .

## Образование
Вусден получила степень бакалавра наук в области генетики и микробиологии (1978) и докторскую степень в Колледже Королевы Марии Лондонского университета по использованию мутаций генов-супрессоров для изучения избыточности транспортной РНК у гриба Coprinus.

## Карьера
Ранние постдокторские исследовательские позиции Вусден занимала у Криса Маршалла в Институте онкологических исследований, Лондон, Великобритания (1981-85) и Дугласа Лоуи в Национальном институте онкологии, Бетесда, США (1985-87).
С 1987 по 1995 год она возглавляла группу, изучавшую вирус папилломы человека, в Институте онкологических исследований Людвига, Лондон, Великобритания. В 1995 году она поступила на работу в Национальный институт онкологии во Фредерике, США, последовательно занимала должности руководителя секции молекулярного онкогенеза Программы фундаментальных исследований ABL (1995-97), директора Лаборатории молекулярной вирусологии и онкогенеза (1997-98), временного директора Программы фундаментальных исследований ABL (1998-99) и руководителя Лаборатории регулирования клеточного роста Отделения фундаментальных наук (1999—2002).
С 2003 по 2016 год она была директором Британского института онкологических исследований Битсона в Глазго, где курировала программу расширения объёмом в 15 миллионов фунтов стерлингов. Она также возглавляла институтскую исследовательскую группу подавления опухолей и входила в состав жюри премии Infosys в области наук о жизни в 2014 году.
С 2016 года она вернулась в Лондон, чтобы занять должность главного научного сотрудника CRUK и руководителя группы в Институте Фрэнсиса Крика. В 2018 году она была избрана иностранным членом Национальной академии наук .

## Исследования

### Вирусы папилломы человека
Ранние работы Вусден были сосредоточены на молекулярной биологии вирусов папилломы человека (ВПЧ), которые связаны с раком шейки матки. Вместе с Дугласом Лоуи и другими она определила специфические вирусные онкопротеины, необходимые ВПЧ-16 для иммортализации эпителиальных клеток. Она также была частью группы, которая показала, что E6, один из онкопротеинов ВПЧ-16, связывается с белком-супрессором опухолей человека p53 in vivo, что приводит к его деградации.

### Белок-супрессор р53
Исследование Вусден было сосредоточено на p53, гене, который играет решающую роль в предотвращении развития опухолей, побуждая клетки, подверженные стрессу, например, повреждению ДНК, совершать самоубийство посредством механизма апоптоза . Её работа сыграла важную роль в определении механизма этого процесса. Вместе с Кацунори Накано она обнаружила ключевой компонент пути апоптоза, запускаемого р53, — белок PUMA (модулятор апоптоза с повышенным уровнем регуляции P53).

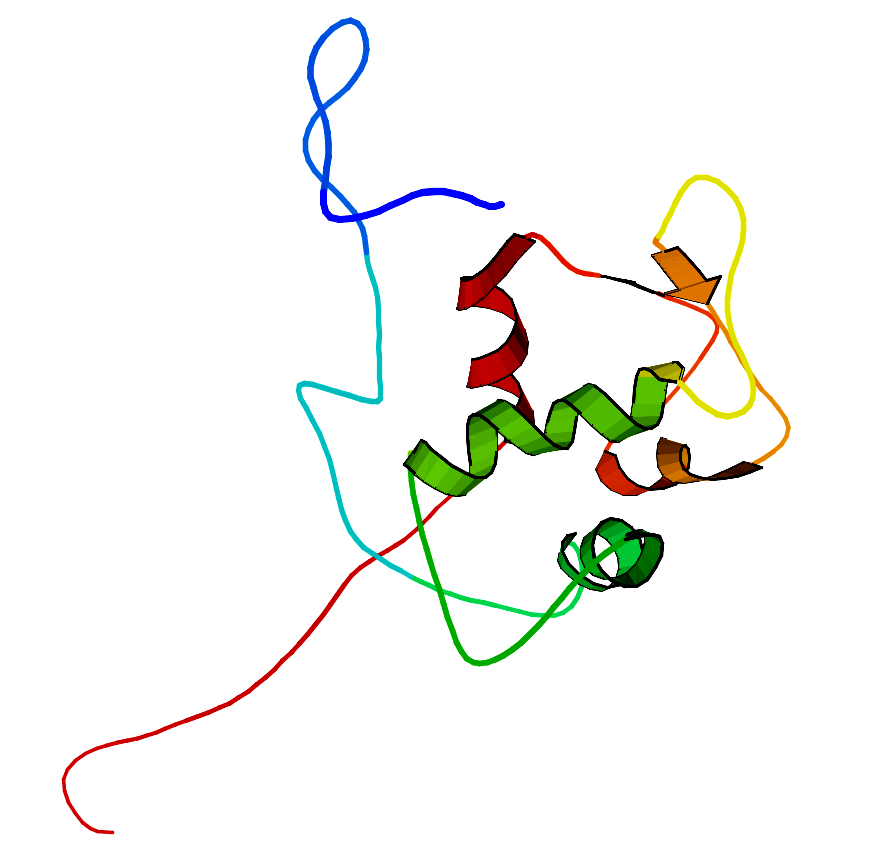
Структура Mdm2

Чтобы предотвратить его ненадлежащую активацию, в нормальной клетке р53 строго контролируется. Вусден обнаружила, что ключевым элементом этой регуляции является белок Mdm2. Совместно с Алланом Вайсманом и другими она показала, что Mdm2 представляет собой убиквитинлигазу, которая нацелена на p53 для деградации протеасомой, тем самым гарантируя, что уровни белка остаются низкими, когда клетка не находится в состоянии стресса.
Реактивация р53 может ингибировать рост некоторых опухолей, что делает Mdm2 привлекательной мишенью для лечения рака. Поскольку Mdm2 нацелен на разрушение лишь небольшого количества белков, ингибитор может иметь мало побочных эффектов. Основное внимание в работе Вусден уделялось исследованию структуры Mdm2 и поиску молекул, которые его ингибируют; группа низкомолекулярных соединений (обнаруженных в сотрудничестве с химическим факультетом Университета Глазго) показала многообещающие результаты в исследованиях на клеточных культурах. Ингибиторы Mdm2 также были обнаружены исследователями из Хоффман-Ла Рош и Каролинского института.
p53 также может помочь предотвратить или устранить незначительные повреждения генома в условиях слабого стресса. Группа Вусден также обнаружила новый белок, регулируемый р53, TIGAR (регулятор индуцируемого гликолиза и апоптоза T-p53), который может снижать окислительный стресс в клетках и может частично опосредовать этот эффект р53.
Лаборатория, которую возглавляет Вудсен, исследует взаимосвязи опухолевых клеток и системного метаболизма, в частности, возможное влияние специфических диет.

### Ключевые публикации
- Yee, KS; Vousden, KH (2005). Complicating the complexity of p53. Carcinogenesis. 26 (8): 1317–1322. doi:10.1093/carcin/bgi122. PMID 15888490.
- Evan, GI; Vousden, KH (2001). Proliferation, cell cycle and apoptosis in cancer (PDF). Nature. 411 (6835): 342–348. Bibcode:2001Natur.411..342E. doi:10.1038/35077213. PMID 11357141. S2CID 4414024.
- Peters G, Vousden KH, eds. Oncogenes and Tumour Suppressors (Oxford University Press; 1997) (ISBN 0199635951)
- Wilson, JM; Henderson, G; Black, F; et al. (January 2007). (2007) Synthesis of 5-deazaflavin derivatives and their activation of p53 in cells. Bioorg Med Chem. 15 (1): 77–86. doi:10.1016/j.bmc.2006.10.011. PMID 17064912.
- Bensaad, K; Tsuruta, A; Selak, MA; et al. (2006). TIGAR, a p53-inducible regulator of glycolysis and apoptosis. Cell. 126 (1): 107–120. doi:10.1016/j.cell.2006.05.036. PMID 16839880. S2CID 15006256.
- Nakano, K; Vousden, KH (2001). PUMA, a novel proapoptotic gene, is induced by p53. Mol Cell. 7 (3): 683–694. doi:10.1016/S1097-2765(01)00214-3. PMID 11463392.
- Fang, S; Jensen, JP; Ludwig, RL; et al. (2000). Mdm2 is a RING finger-dependent ubiquitin protein ligase for itself and p53. J Biol Chem. 275 (12): 8945–8951. doi:10.1074/jbc.275.12.8945. PMID 10722742.
- Kubbutat, MHG; Jones, SN; Vousden, KH (1997). Regulation of p53 stability by Mdm2. Nature. 387 (6630): 299–303. Bibcode:1997Natur.387..299K. doi:10.1038/387299a0. PMID 9153396. S2CID 4329670.
- Hawley-Nelson, P; Vousden, KH; Hubbert, NL; et al. (1989). HPV16 E6 and E7 proteins cooperate to immortalize human foreskin keratinocytes. EMBO J. 8 (12): 3905–3910. doi:10.1002/j.1460-2075.1989.tb08570.x. PMC 402081. PMID 2555178.

## Награды и почести
Вусден является членом Королевского общества (2003), Эдинбургского королевского общества (2004) и Академии медицинских наук (2006); она также была избрана членом Европейской организации молекулярной биологии в 2004 году. В 2006 году Институт онкологических исследований присвоил ей звание почётного доктора наук (медицины). В 2008 году она прочитала мемориальную лекцию Хопкинса в Биохимическом обществе. В 2009 году она была награждена Королевской медалью Королевского общества Эдинбурга. Вусден была назначен кавалером Ордена Британской Империи на новогодней церемонии вручения 2010 года.
В 2004 году журнал The Scotsman включил Вусден в число 25 самых влиятельных шотландских женщин.
В 2021 году Карен Вусден была удостоена первой премии Фонда Пезколлер-Марины Ларшер Фогаззаро-EACR «Женщины в онкологии».